# Mas-Cabardès
Mas-Cabardès – miejscowość i gmina we Francji, w regionie Oksytania, w departamencie Aude. Przez miejscowość przepływa rzeka Orbiel. 
Według danych na rok 1990 gminę zamieszkiwało 235 osób, a gęstość zaludnienia wynosiła 26 osób/km² (wśród 1545 gmin Langwedocji-Roussillon Mas-Cabardès plasuje się na 680. miejscu pod względem liczby ludności, natomiast pod względem powierzchni na miejscu 801.).

## Zabytki
Zabytki w miejscowości posiadające status Monument historique:
- kościół Saint-Étienne (Église Saint-Étienne)
- krzyż (croix)